# 1609 a tudományban
Az 1609. év a tudományban és a technikában.

## Csillagászat
- Johannes Kepler publikálja első két törvényét a bolygómozgásokról.

## Technika
- Cornelius Drebbel felfedezi a termosztátot.

## Publikációk
- Johannes Kepler publikálja Astronomia Nova című dolgozatát, melyben első két törvénye jelenik meg a bolygómozgásokról.
- Hugo Grotius – Mare liberum.

## Születések
- június 29. – Pierre-Paul Riquet mérnök és csatornaépítő († 1680)
- október 8. – John Clarke orvos († 1676)

## Halálozások
- Oswald Croll fizikus és kémikus (* kb 1580)
- április 4. – Charles de L'Ecluse botanikus, aki az első könyvet publikálta a spanyol flóráról. (* 1526)